# Aldo Biscardi
Aldo Biscardi (Larino, 26 novembre 1930 – Roma, 8 ottobre 2017) è stato un giornalista, autore televisivo e conduttore televisivo italiano, noto per la conduzione dei programmi televisivi Il processo del lunedì (dal 1983 al 1993) e Il processo di Biscardi (dal 1993 al 2016).

## Biografia

### Carriera di giornalista e conduttore tv
Originario di Larino in provincia di Campobasso, si laurea in giurisprudenza all'Università Federico II di Napoli con Giovanni Leone. Era il fratello del senatore e politico dei DS, Luigi Biscardi, e aveva una sorella, Teresa.
Esordisce nel giornalismo nel 1952 diventando collaboratore del quotidiano napoletano Il Mattino. Nel 1956 va al quotidiano romano Paese Sera e poi succede ad Antonio Ghirelli nella direzione delle pagine sportive, diventando caporedattore. Viaggia in tutto il mondo come inviato speciale, seguendo significativi avvenimenti sportivi internazionali come i mondiali di calcio seguiti dal 1958.
Entra in Rai nel 1979 come caporedattore e vi rimane fino al 1993, raggiungendo la carica di vicedirettore del TG3. Nel 1980 lancia, su Rai 3, Il Processo del Lunedì, trasmissione di dibattiti sul mondo del calcio, soprattutto sul campionato di Serie A. Nei primi anni ne cura la realizzazione; dal 1983 passa alla conduzione in prima persona. Contemporaneamente, cura anche Sport Tre (1981-83), rubrica domenicale di cronache, commenti, inchieste, dibattiti (condotta fra gli altri anche da Nando Martellini) e idea anche Domenica Gol (1983-93) e il notiziario Derby - Quotidiano Sportivo (1987-93).
In una puntata del Processo in onda nel giugno 1993 è pesantemente attaccato in diretta da Silvio Berlusconi, che interviene nel programma telefonicamente per protestare animatamente del modo di presentare notizie che lo riguardavano. Il mese successivo lascia la Rai per TELE+, primo canale sportivo a pagamento in Italia, di cui è stato direttore responsabile della testata giornalistica sino al 1996. Nel passaggio alla responsabilità del palinsesto di TELE+ propone la stessa formula della sua nota trasmissione, ma ne cambia il nome, che diventa Il processo di Biscardi; la proprietà del format del Processo del lunedì rimane alla Rai.
Nel 1996 trasferisce il programma su Telemontecarlo che nel 2001 si trasforma in LA7. Tra la fine degli anni novanta e l'inizio del 2000 al Processo, trasmesso su reti nazionali, affianca il giorno seguente il Derby del martedì, in onda sull'emittente locale genovese Telenord. Nel 2005, con la nascita del digitale terrestre di LA7, Biscardi diventa direttore della testata giornalistica sportiva e direttore del canale sportivo La7 Sport, esordito il 27 agosto 2005 e poi chiuso il 1º aprile 2007; è stato iscritto all'Ordine dei giornalisti fino al 2006. Nel maggio 2006 lascia LA7 a seguito del suo coinvolgimento nello scandalo successivamente denominato Calciopoli. Dal 2006 il suo programma è andato in onda su 7 Gold per poi passare dal 2013 su T9 e in seguito su un circuito di altre televisioni locali, e dal 2015 su Sport 1.
Vincitore di diversi premi, ha intervistato personaggi politici, del mondo della cultura e dello spettacolo. Dalla stagione televisiva 2008/2009, oltre a condurre il Processo, svolge anche il ruolo di inviato per il programma televisivo Quelli che... il calcio di Rai 2.

### Morte
È morto la mattina di domenica 8 ottobre 2017 al Policlinico Gemelli di Roma assistito dai figli, all'età di 86 anni. I funerali sono stati celebrati il giorno successivo nella Chiesa di San Pio X della capitale, nel quartiere Balduina al quale erano presenti tantissimi volti del calcio, giornalismo e dello spettacolo; successivamente la salma è stata tumulata nel piccolo Cimitero comunale di Larino, in provincia di Campobasso, suo paese natale.

## Vita privata
Aveva due figli: Maurizio, che lavora (come il padre) nel mondo della televisione, e Antonella. Era grande amico di Maurizio Mosca.

## Controversie
Nel maggio 2006 Biscardi rimase coinvolto nello scandalo Calciopoli a seguito di intercettazioni telefoniche tra il conduttore e il principale inquisito, Luciano Moggi (all'epoca direttore generale della Juventus), in cui Moggi gli diceva cosa dire o non dire in trasmissione (oltre a fargli manipolare la moviola, cosa che lui sostenne tecnicamente impossibile). In una telefonata Moggi gli rinfacciava di avergli dato un orologio del valore di 20.000 euro; intervistato da Valerio Staffelli di Striscia la notizia, che gli consegnava un "Tapiro d'oro", Biscardi smentì, aggiungendo che si trattava di un orologio celebrativo del centenario di fondazione della squadra bianconera.
Se il contenuto delle telefonate non ebbe rilevanza penale, lo ebbe però a livello disciplinare e nel settembre 2006, l'Ordine dei giornalisti gli inflisse una sospensione di sei mesi (insieme a Lamberto Sposini e Franco Melli). In aperta polemica con l'ordine, decise di non confermare più l'iscrizione all'albo dei giornalisti (30 ottobre 2006). Malgrado questo si definì ancora "giornalista di televisione". Il programma che conduceva però fu definito giudiziariamente, dalla Corte di cassazione sui procedimenti di querela, come "non giornalistico".

## Opere
- Da Bruno Roghi a Gianni Brera. Storia del giornalismo sportivo, Rimini, Guaraldi, 1973, ISBN non esistente. [Premio Bancarella. Adottato per 3 anni come testo della Scuola di giornalismo dell'Università di Urbino]
- Il gioco delle ombre. Romanzo, Torino, SEI, 1977, ISBN non esistente.
- Aldo Biscardi e Luca Liguori, L'impero di vetro. La prima grande indagine sulla RAI-TV, Torino, SEI, 1978, ISBN non esistente.
- Italia Azzurra, Torino, SEI, 1978, ISBN non esistente.
- Aldo Biscardi e Luca Liguori, Il Papa dal volto umano, Milano, Rizzoli, 1979, ISBN non esistente. [Presentazione di Giovanni Spadolini e unica intervista concessa da papa Giovanni Paolo II]
- I segreti del lunedì. Fatti, retroscena, personaggi del processo più famoso d'Italia, Roma, Lucarini, 1984, ISBN 88-7033-033-8.
- Quelli del lunedì, Roma, Lucarini, 1985, ISBN 88-7033-103-2.
- Aldo Biscardi e Lino Cascioli, Calcio 91, Roma, Il Parnaso, 1992, ISBN non esistente.
- Il mio Processo. Tra calcio, tv e politica - Un'intervista di Luciana Baldrighi, Milano, Rizzoli, 2003, ISBN 88-17-10684-4.
- Se non c'ero io, Segrate, Mondadori, 2010, ISBN 978-88-04-60125-8.

## Nella cultura di massa
- Ha partecipato, nel ruolo di se stesso, ai film L'allenatore nel pallone (1984) di Sergio Martino, Mezzo destro mezzo sinistro - 2 calciatori senza pallone (1985) di Sergio Martino, Paparazzi (1998) di Neri Parenti, Box Office 3D - Il film dei film di Ezio Greggio (2011) e alla miniserie tv Un inviato molto speciale, nella puntata Novantottesimo minuto (1992) di Vittorio De Sisti.
- Viene citato nei film Chiedimi se sono felice (2000) di Aldo, Giovanni e Giacomo, Anni 90 - Parte II (1993) di Enrico Oldoini e nella puntata "Pel di Carota" dell'edizione italiana della nona stagione di South Park.
- Un pupazzo di gomma del programma satirico Gli Sgommati di Sky Uno ha le sue sembianze[17].
- Viene citato dal cantautore e rapper pugliese Caparezza nel suo primo singolo Tutto ciò che c'è ("Vorrei sapere la mia lingua meno di Biscardi") e dal rapper lombardo Massimo Pericolo in 7 Miliardi ("un processo ma mica a Biscardi").
- Viene citato dal gruppo musicale italiano degli Squallor nel brano Processo a Miami contenuto nell'album Cielo duro del 1988.